# Tatjana Michailowna Turanskaja

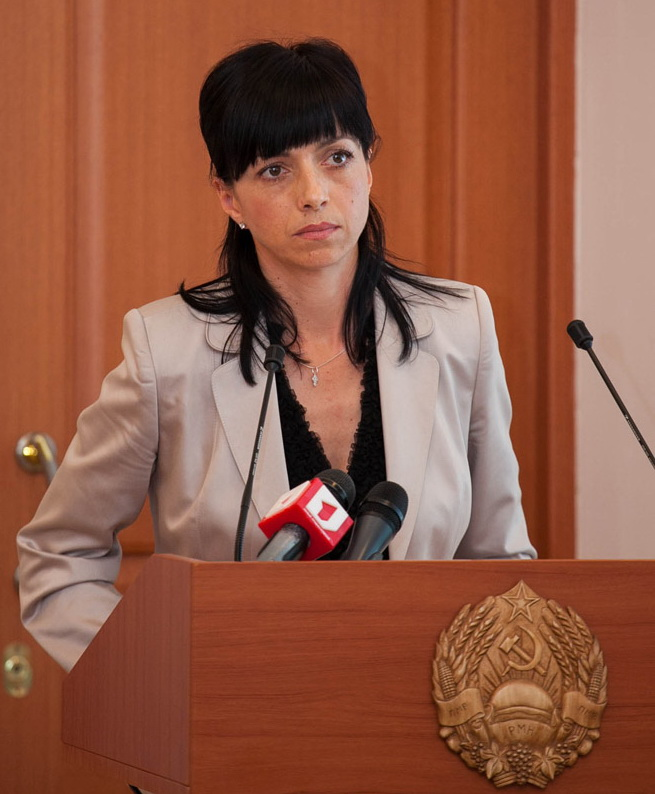
Tatjana Turanskaja, 2013

Tatjana Michailowna Turanskaja (russisch Татьяна Михайловна Туранская, rumänisch Tatiana Turanskaia, ukrainisch Тетяна Михайлівна Туранська; * 20. November 1972 in Belgorod-Dnestrowski, Ukrainische SSR) ist eine transnistrische Politikerin und war von 2013 bis 2015 Premierministerin des international nicht anerkannten Landes.

## Leben und Karriere
Tatjana Turanskaja entstammt einer ukrainischen Familie und wurde 1972 im damals noch sowjetischen Belgorod-Dnestrowski geboren, in der Nähe von Odessa. Sie besuchte die Nationale Wirtschaftsuniversität Odessa. Von 1999 bis 2012 arbeitete sie in der höheren Stadtverwaltung im transnistrischen Rybniza. 2012 wurde sie unter dem neuen Präsidenten Jewgeni Schewtschuk oberste Vorsitzende des Rajon Rîbnița. Am 11. Juli 2013 wurde sie als erste Frau Premierministerin ihres Landes und trat die Nachfolge von Pjotr Stepanow an. 
Mit der Wahl in den Obersten Sowjet Transnistriens am 30. November 2015 legte Turanskaja ihr Amt als Premierministerin nieder, und am 25. Januar 2017 verzichtete sie auf eigenen Wunsch auf ihr Abgeordnetenmandat. Kurze Zeit später verließ sie Transnistrien und zog ins ukrainische Odessa.
Tatjana Turanskaja ist verheiratet und hat zwei Kinder.